# 2-範疇
在範疇論中，2-範疇是帶有「態射之間的態射」之範疇。可以形式地定之為在 Cat（範疇及其間函子組成的張量範疇，其張量結構由合成導出）上濃化的範疇。
更明確地說，一個 2-範疇 {\displaystyle {\mathcal {C}}} 由下列資料構成：
- 由0維胞腔（或對象）組成的類，以大寫羅馬字母表之。
- 對任兩個對象 {\displaystyle A,B}，有一範疇 {\displaystyle {\mathcal {C}}(A,B)}，其中的對象稱為 1維胞腔，其中的態射（通常表成 {\displaystyle \alpha :f\Rightarrow g}）稱為 2維胞腔；此類範疇中的合成運算記作 {\displaystyle \bullet }，稱作纵合成。
- 對任三個對象 {\displaystyle A,B,C}，存在橫合成，這是一個函子

{\displaystyle \circ :{\mathcal {C}}(B,C)\times {\mathcal {C}}(A,B)\to {\mathcal {C}}(A,C)}
它滿足結合律，而且 {\displaystyle \mathrm {id} _{A}} 有一「恆等2維胞腔」{\displaystyle \mathrm {id} _{A}}，它在橫合成下的作用一如恆等映射。
1維胞腔也稱 1-態射，2維胞腔可依此類推。
2-範疇的概念與更廣義的雙範疇不同，2-範疇中的 1-態射合成須滿足結合律，而在雙範疇中則僅須在差一個 2-同構的意義下滿足結合律。